# Villenave-près-Béarn
 Villenave-près-Béarn  es una comuna y población de Francia, en la región de Mediodía-Pirineos, departamento de Altos Pirineos, en el distrito de Tarbes y cantón de Vic-en-Bigorre.
Su población en el censo de 1999 era de 52 habitantes.
Está integrada en la Communauté de communes Vic-Montaner.

## Demografía
| 103 | 93 | 82 | 60 | 59 | 52 |
| Para los censos de 1962 a 1999 la población legal corresponde a la población sin duplicidades (Fuente: INSEE [Consultar]) |    |    |    |    |    |